# Ring frei für die Liebe
Ring frei für die Liebe (Originaltitel: Flesh, alternativ: Fleisch) ist ein Drama des US-amerikanischen Filmregisseurs John Ford aus dem Jahr 1932.

## Handlung
Laura, eine junge attraktive Amerikanerin, wird aufgrund ihrer Schwangerschaft aus einem deutschen Gefängnis entlassen. Ihr Spießgeselle und Liebhaber Nicky muss jedoch im Gefängnis bleiben. Laura lernt in einem Biergarten den Kellner und Ringer Polakai kennen. Schnell verliebt dieser sich in die schöne Laura, nimmt sie bei sich auf und macht ihr einen Heiratsantrag. Um sie glücklich zu machen, löst er Nicky, von dem er glaubt, er sei Lauras Bruder, aus dem Gefängnis aus. Als Laura Nicky von ihrer Schwangerschaft erzählt, verschwindet er nach Amerika, Laura willigt, trotz ihrer Liebe zu Nik, in die Hochzeit mit Polakai ein. Als die Hermans, denen der Biergarten, in dem Polakai arbeitet, gehört, beschließen nach Amerika zu ziehen, gehen Polakai, Laura und das mittlerweile geborene Kind mit ihnen.
In den USA bietet Nicky an, Polakai beim Ringen zu managen. Als Polakai klar wird, dass in Amerika die meisten Ringkämpfer korrupt und fast alle Kämpfe abgesprochen sind, beschließt er das Ringen aufzugeben, beugt sich dann jedoch Lauras und Nickys Wunsch weiter zu ringen, des Geldes wegen. Als Polakai am Tag des Meisterschaftskampfes völlig betrunken ist, macht Nicky Laura dafür verantwortlich und schlägt sie. Polakai hat die Szene beobachtet und tötet Nicky. Danach gewinnt er überraschenderweise die Meisterschaft, wird aber gleich im Anschluss wegen Mordes verhaftet.
Laura besucht Polakai im Gefängnis, will ihn „von sich befreien“, indem sie weggeht. Polakai bittet sie zu bleiben, da er sie liebt.

## Kritiken
„Ungewöhnliches Melodram von John Ford, das sich durch atmosphärisch dichte Bilder und die sehenswerte Darstellerleistung von Wallace Beery auszeichnet.“